# 大北婆羅洲語群
大北婆羅洲語群是南島語系下一個建議的分群 。此分群涵蓋婆罗洲大部分地区（不包括分布於東南地區的大巴里托語群）以及蘇門答臘 ，爪哇和中南半島部分地区使用的语言 。大北婆羅洲語群假说最早由白樂思（2010）提出，史密斯（Alexander Smith）（2017a，2017b）進一步修正。   此提案之立論依據僅有詞彙證據。
建議的分组涵蓋東南亞一些主要语言，包括马来语 （ 马来西亚和印度尼西亚 ）和相关的马来西亚语言 ，如米南佳保語 ， 班查語和伊班語 ；以及巽他語和亚齐语。就婆罗洲而言，使用人數最多的非马来语是中部杜森语 ，主要在沙巴使用 。
由于大北婆罗洲包括马来语支、占語支和巽他語，因此與阿德拉（Alexander Adelaar）的馬來-松巴哇語群假設不相容。 

## 歷史
白樂思將大北婆羅洲語群的擴張與南島語使用者遷移到島嶼東南亞的移民過程聯繫起來。白樂思認為，南島民族自北部經過菲律賓來到這裡時，分為三组：一组進入婆羅洲，一组进入苏拉威西岛，一组进入摩鹿加群岛。 第一组登陆婆罗洲后，进一步分裂为两支：一组沿西北海岸面向南海移动，另一组沿东海岸移动。西北群体所讲的语言最终发展成为大北婆罗洲语言。 

## 分類系譜

### 白樂思 (2010)
白樂思以词汇创新定义大北婆罗洲。其中一项创新是以 *tuzuq 替换原始马来-波利尼西亚语中的*pitu 「七」。其分群方式如下：
- 北婆羅洲語群
  - 北沙巴語群
  - 南沙巴語群
  - 北砂勞越語群
- 加央語群
  - 加央-穆里克-眉力語群
  - 色艾-莫當語
- 陸地達雅克語群
  - 班雅都-巴卡提語
  - 比達友-南陸地達雅克語
- 馬來-占語群
  - 馬來語群
  - 占語群
- 巽他語群
- 拉讓語
- 莫肯-莫克倫語群

儘管白樂思假定大北婆羅洲語群包含除大巴里多語群(Greater Barito) 之外的所有婆羅洲语言，但其中仍有一些語言並未明確分類，包括一些語料不足的語言。  
- （未分类）
  - 馬蘭諾語（Melanau）
  - 加影語（Kajang）

### 史密斯 (2017a, 2017b)
史密斯在大北婆羅洲語群中新增了中砂勞越語群，结合了馬蘭諾語（Melanau）、加影語（Kajang）和普南-穆勒-施瓦纳語（Punan-Müller-Schwaner）。 此外，他將莫肯-莫克倫語群排除在大北婆羅洲語群之外，並将其列為馬來-玻里西亞語的主要分支之一。 
- 北婆羅洲語群
  - 北沙巴語群
  - 南沙巴語群
  - 北砂勞越語群
- 中砂勞越語群
  - 馬蘭諾語（Melanau）
  - 加影語（Kajang）
  - 普南-穆勒-施瓦纳語（Punan-Müller-Schwaner）
- 加央語群
  - 加央-穆里克-眉力語群
  - 色艾-莫當語
- 陸地達雅克語群
  - 班雅都-巴卡提語
  - 比達友-南陸地達雅克語
- 馬來-占語群
  - 马来语群
  - 占語群
- 巽他語
  - 拉讓語

在史密斯(2017a) 中也重建了原始加央語、原始普南語、原始穆勒-施瓦纳語、原始陸地達雅克語和原始肯亞語（Kenyah）。